# サイモン・ハーコート (初代ハーコート伯爵)

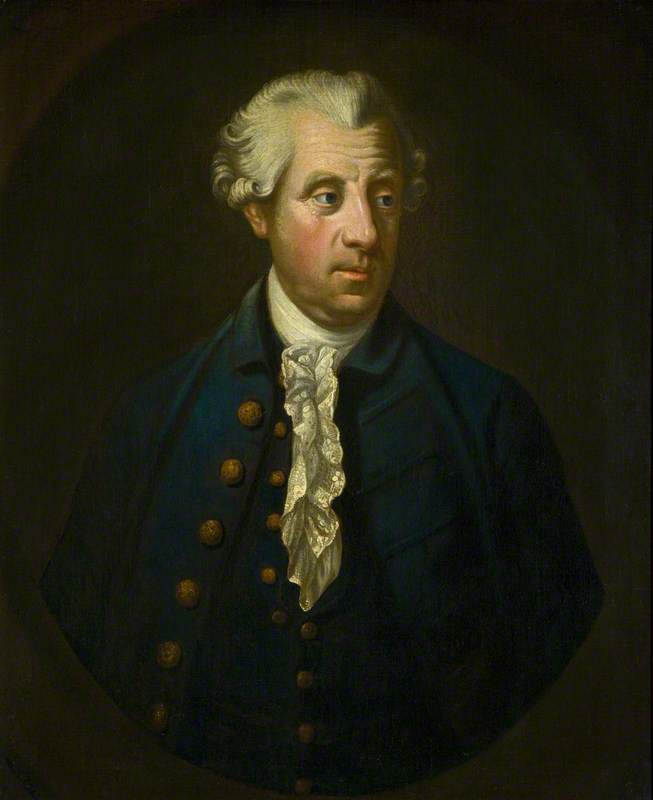
初代ハーコート伯爵

初代ハーコート伯爵サイモン・ハーコート（英語: Simon Harcourt, 1st Earl Harcourt PC FRS、1714年 – 1777年9月16日）は、グレートブリテン王国の貴族、政治家、外交官。在フランスイギリス大使（在任：1768年 – 1772年）、アイルランド総督（在任：1772年 – 1777年）を歴任した。

## 生涯
サイモン・ハーコート閣下（1684年 – 1720年、初代ハーコート子爵サイモン・ハーコートの息子）とエリザベス・エヴリン（Elizabeth Evelyn、初代準男爵サー・ジョン・エヴリンの娘）の息子として、1714年に生まれた。わずか6歳頃に父と死別し、1727年7月28日に祖父が死去するとハーコート子爵の爵位を継承した。ウェストミンスター・スクールで教育を受けた後、家庭教師とともに外国を4年間旅し、1734年に帰国した。
ホイッグ党員であり、1735年5月9日に国王ジョージ2世の寝室侍従に任命された。そのため、ジョージ2世に随行し、1743年のデッティンゲンの戦いではジョージ2世と同じく戦場にいた。1745年に歩兵連隊を編成してその隊長（軍階は大佐）になり、1755年3月8日に少将に、1759年2月9日に中将に、1772年5月25日に大将に昇進した。
1749年12月1日、グレートブリテン貴族であるオックスフォードシャーにおけるニューナム・コートネイのニューナム子爵とスタントン・ハーコートのハーコート伯爵に叙された。1751年4月に第7代ノース男爵フランシス・ノースの後任として王太子ジョージ（後のジョージ3世）の家庭教師（governor）に任命され、同年4月30日に枢密顧問官に任命されたが、王太子ジョージの家庭教師たちが党派を組んで分裂したため、ハーコートはその抗議として1752年12月に辞任した。1753年3月15日、王立協会フェローに選出された。
1760年に王太子ジョージがジョージ3世として即位した後、ハーコート伯爵は1761年7月3日にメクレンブルク＝シュトレーリッツ駐在特命全権大使に任命され、ゾフィー・シャルロッテ・フォン・メクレンブルク＝シュトレーリッツ（後のシャーロット王妃）とジョージ3世の結婚を交渉し、代理人を立てて2人を結婚させた後シャーロット王妃に同伴してイングランドに向かった。帰国後の1761年9月10日にシャーロット王妃の主馬頭に任命され、1763年4月21日にシャーロット王妃の宮内長官に任命されると主馬頭を辞め、1768年には第4代ロッチフォード伯爵ウィリアム・ナッソー・ド・ザイレステインの後任としてフランス駐在イギリス特命全権大使に任命された。

### アイルランド総督在任期
1772年にパリから帰国すると、同年10月9日に第4代タウンゼンド子爵ジョージ・タウンゼンドの後任としてアイルランド総督に就任した。タウンゼンド子爵はアイルランド総督としてすこぶる不人気であり、ハーコート伯爵の着任は与野党ともに歓迎したという。アイルランドの国庫にある資金が少なくなっていたため、ハーコート伯爵は不在地主（absentee landlord）が受け取る地代に課税しようとしたが（税率は1割）、イングランドで大きな反対に遭った結果アイルランド議会でも否決された。アイルランド議会はさらにアイルランドに駐留していた4,000人の軍をほとんど全員アメリカ独立戦争のアメリカ戦線に派遣することを決議した。ハーコート伯爵の着任時点ですでに進んでいた汚職の問題は解決されず、逆に官職が新設され、閑職の俸給が上がり、年金を受け取る人数が増えたほか、与党多数を確保すべく18人が叙爵され、男爵7名が子爵に叙され、子爵5名が伯爵に叙されたという。やがてアイルランド軍総指揮官サー・ジョン・アーウィンとの不和によりハーコート伯爵は1777年1月25日に辞任した。

### 晩年
辞任したハーコート伯爵はニューナムに引退、同年9月16日に犬を井戸から救い出そうとしたとき、井戸に転落して死去した。24日、スタントン・ハーコートで埋葬された。

## 家族
1735年10月16日、レベッカ・レ・バス（Rebecca Le Bas、1765年1月16日没、チャールズ・サンボーン・レ・バスの娘）と結婚、2男1女をもうけた。
- ジョージ・サイモン（英語版）（1736年 – 1809年） - 第2代ハーコート伯爵、政治家
- エリザベス（1738年1月18日 – 1811年） - 1763年6月30日、第4代準男爵サー・ウィリアム・リーと結婚、子供あり[3]
- アン - 早世[3]
- ウィリアム（英語版）（1743年 – 1830年） - 第3代ハーコート伯爵、陸軍軍人

### 註釈
1. ↑  伯爵及び子爵の陛爵例に限っても、リズバーン伯爵、リゴニア伯爵（英語版）、クランウィリアム伯爵（英語版）、ヌージェント伯爵（英語版）、グランドア伯爵、さらにアルドバラ子爵、カーロー子爵、サゼル子爵、ド・ヴィッシー子爵、エニスキレン子爵、クラーモント子爵、オーウェル子爵といった多さであった。